# دون شيدل
دون شيدل (بالإنجليزية: Don Cheadle)‏ ممثل أمريكي من مواليد 29 نوفمبر 1964، رُشح لجائزة الأوسكار لأفضل ممثل، وحاصل على جائزة نقابة ممثلي الشاشة لأفضل فريق ممثلين مرتين، عام 2000 عن فيلم مرور، وعام 2005 عن فيلم تصادم, كما حصل على جائزة الغولدن غلوب 1999 كأفضل ممثل مساند في مسلسل قصير عن دوره في مسلسل علبة الفأر.
- الترشيحات لجائزة الأوسكار:

أفضل ممثل رئيسي عام 2005 عن فيلم Hotel Rwanda
- الترشيحات لجائزة الجولدن جلوب:

أفضل ممثل مساعد عام 1999 في مسلسل أو مسلسل قصير أو فيلم تليفيزيونى عن فيلم The Rat Pack وفاز بها
أفضل ممثل درامى عام 2005 عن فيلم Hotel Rwanda

## روابط خارجية
- دون شيدل على موقع IMDb (الإنجليزية)
- دون شيدل على موقع روتن توميتوز (الإنجليزية)
- دون شيدل على موقع مونزينجر (الألمانية)
- دون شيدل على موقع قاعدة بيانات الأفلام العربية
- دون شيدل على موقع ألو سيني (الفرنسية)
- دون شيدل على موقع ميوزك برينز (الإنجليزية)
- دون شيدل على موقع تيرنر كلاسيك موفيز (الإنجليزية)
- دون شيدل على موقع أول موفي (الإنجليزية)
- دون شيدل على موقع بوكس أوفيس موجو (الإنجليزية)
- دون شيدل على موقع قاعدة بيانات الأفلام السويدية (السويدية)